# Św. Stanisław (gmina)
Św. Stanisław (Święty Stanisław) – dawna gmina wiejska w powiecie kołomyjskim województwa stanisławowskiego II Rzeczypospolitej. Siedzibą gminy był Św. Stanisław.
Gminę utworzono 1 sierpnia 1934 r. w ramach reformy na podstawie ustawy scaleniowej z dotychczasowych gmin wiejskich: Siedliska Bredtheim, Słobódka Leśna, Św. Józef i Św. Stanisław.
Pod okupacją zniesiona i przekształcona w gminę Słobódka Leśna.